# Reema Abdo
Reema Abdo (àrab: ريما عبدو)  (Aden, 19 de maig de 1963) és una nedadora nascuda a la Federació d'Aràbia del Sud, però nacionalitzada canadenca, ja retirada, especialista en esquena, que va competir durant la dècada de 1980.
El 1984 va prendre part en els Jocs Olímpics d'Estiu de Los Angeles on va disputar tres proves del programa de natació. Fent equip amb Anne Ottenbrite, Michelle MacPherson i Pamela Rai guanyà la medalla de bronze en els 4x100 metres estils, mentre en els 100 i 200 metres esquena quedà eliminada en sèries.
El 1982 va participar en els Jocs de la Commonwealth que es van disputar a Brisbane, Austràlia. A les Universíades de 1983 va guanyar el bronze en el relleu de 4x100 metres. El 1985 va guanyar una medalla d'or als Campionats de Natació Pan Pacific. Durant la seva carrera va guanyar set campionats nacionals i va establir diversos rècords nacionals.
Una vegada retirada, el 1987, entrà a formar part del cos de policia d'Ontario.